# 인제고등학교 (강원)
인제고등학교(麟蹄高等學校)는 대한민국 강원특별자치도 인제군 인제읍 합강리에 있는 공립 고등학교이다.

## 학교 연혁
- 1955년 5월 25일 : 인제고등학교 설립 인가 (3학급)
- 1968년 12월 3일 : 인제농업고등학교로 학칙 변경 (농업과 3학급, 잠업과 3학급)
- 1973년 12월 21일 : 인제종합고등학교로 학칙 변경 (보통과 6학급, 농업과 3학급)
- 1990년 9월 28일 : 학과 개편, 학칙 변경 (보통과 6학급, 정보처리과 3학급)
- 2003년 3월 1일 : 인제고등학교로 교명 변경
- 2012년 3월 1일 : 학과 개편, 학칙 변경(보통과 9학급)
- 2023년 3월 1일 : 제26대 김성수 교장 취임
- 2024년 3월 2일 : 신입생 입학(69명)
- 2025년 1월 2일 : 제68회 졸업식(졸업생 66명, 졸업생 총수 6,559명)

## 참고 자료
- 인제고등학교 - 한국교육학술정보원 학교알리미